# 중국기상국

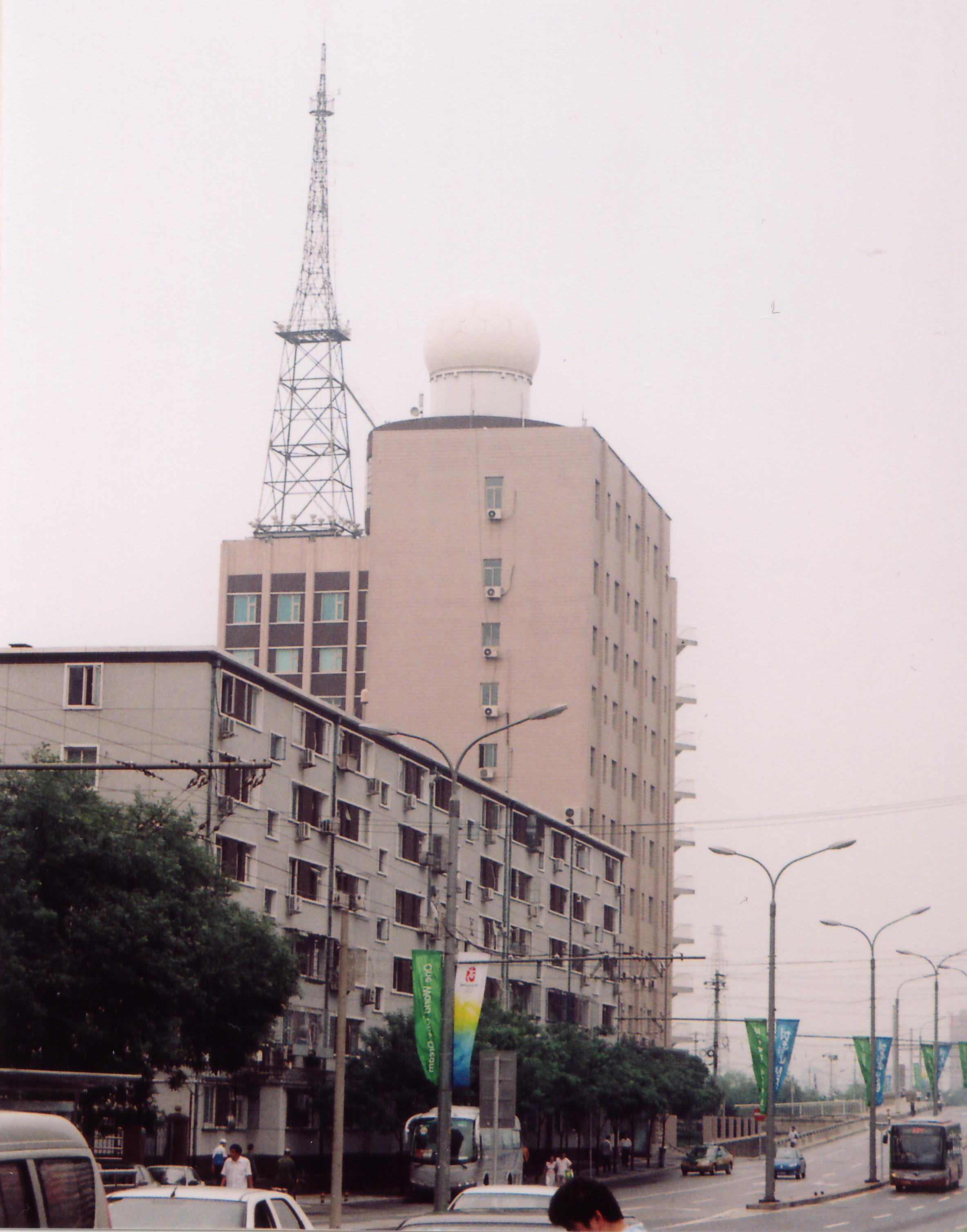
베이징의 중국기상국

중국기상국(중국어 간체자: 中国气象局, 정체자: 中國氣象局, 병음: Zhōngguó Qìxiàng Jú)은 중화인민공화국 국무원 직속 기관이다. 주로 중화인민공화국 전국의 기상 업무에 관한 행정 관리와 조직 관리를 담당한다. 본사는 베이징에 있다.

## 연혁
- 1949년 중국기상국 설립

## 같이 보기
- 중앙기상국